# Afrikanische Speikobra
Die Afrikanische Speikobra (Naja nigricollis), auch als Schwarznacken-Speikobra oder Schwarzhalskobra bezeichnet, ist eine Art der Echten Kobras (Gattung Naja), die auf dem afrikanischen Kontinent weit verbreitet ist.

## Merkmale
Die Afrikanische Speikobra erreicht eine durchschnittliche Körperlänge von 1,5 bis 2,0 Metern, kann jedoch auch bis zu 2,7 Meter lang werden. Sie ist damit die größte Art der afrikanischen Speikobras. Die Färbung der Schlangen ist stark variabel und regional unterschiedlich. Die übliche Form ist einfarbig dunkel oliv-braun bis graubraun oder schwarz auf der Oberseite und ähnelt so stark der Mosambik-Speikobra (Naja mossambica). Die Bauchseite ist gelb bis rötlich gefärbt, an der Kehle besitzt die Schlange ein breites schwarzes Band. Die Zebra-Speikobra (Naja nigricolis nigricincta), eine Unterart, ist auffällig gestreift und besitzt 50 bis 85 schwarze Querstreifen auf einem hellbraunen oder rosafarbenem Körper sowie 32 weitere Querstreifen auf dem Schwanz, die alle sowohl auf der Rücken- wie auf der Bauchseite vorhanden sind. Der Kopf dieser Tiere ist einfarbig schwarz. Die dritte Unterart, Naja nigricollis woodi, besitzt einen einfarbig schwarzen Körper.
Der Kopf der Schlange besitzt sechs, selten sieben Oberlippenschilde, von denen das dritte, selten das vierte  mit den Augen in Verbindung steht. Zudem besitzen die Schlangen zwei Voraugenschilde und drei Hinteraugenschilde sowie 2+4 oder 2+5 Temporalschilde. Den Unterrand des Mundspalts bilden neun, selten acht oder zehn Unterlippenschilde. Die Afrikanische Speikobra besitzt 17 bis 23 Reihen von Dorsalschuppen im Bereich der Körpermitte. Die Bauchseite ist mit 176 bis 228 Ventralschilden bedeckt, denen sich ein ungeteiltes Analschild und 54 bis 74 paarige Unterschwanzschilde anschließen.
Mittlerweile wurde die Zebra-Speikobra von Naja nigricollis abgetrennt und als eigene Art mit den beiden Unterarten Naja nigricincta nigricincta und Naja nigricincta woodi geführt (WÜSTER et al., 2007).

## Verbreitung und Lebensraum

Verbreitungsgebiet der Afrikanischen Speikobra

Die Afrikanische Speikobra ist in großen Teilen des tropischen Afrikas südlich der Sahara vom Senegal bis Somalia und nach Südosten bis Angola verbreitet. Die Nominatform lebt dabei im gesamten Verbreitungsgebiet unter anderem in Ostafrika in Tansania, Kenia, Uganda, Burundi und Ruanda sowie im südwestlichen Afrika in Namibia, Angola und Südafrika. Die Unterart Naja nigricollis woodi kommt in Zentral- und West-Namibia und in der Kapprovinz in Südafrika vor während Naja nigricolis nigricincta in Zentral- und Nord-Namibia und dem südlichen Angola anzutreffen ist.
Der bevorzugte Lebensraum kann stark variabel sein und umfasst trockene und feuchte Savannengebiete, Sandwüstengebiete, steinige Geröllflächen und ausgetrocknete Wasserläufe sowie in Südafrika auch das Gebiet der Karoo.

## Lebensweise
Die Afrikanische Speikobra ist meistens nachtaktiv und geht entsprechend erst nachts auf Beutefang. Tagsüber versteckt sie sich in Termitenbauten, Nagetierhöhlen, hohlen Bäumen und Baumstümpfen sowie im Wurzelbereich von Bäumen. Die Jungtiere sind dagegen tagaktiv. Wie andere Kobras ist auch die Afrikanische Speikobra primär bodenlebend, sie kann jedoch auch gut klettern. Regelmäßig ist sie auch in menschlichen Siedlungen anzutreffen und jagt häufig im Bereich von Hühnerhöfen. Sie ernährt sich von kleinen Beutetieren wie Amphibien, Eidechsen, kleineren Schlangen, Nagetieren und Vögeln.
Als Speikobra ist sie in der Lage, ihr Gift bei Bedrohung einem potenziellen Feind entgegenzuspritzen, wobei diese Art über Distanzen von bis zu drei Metern spucken kann. Dabei hebt sie den Kopf vom Boden und spreizt den Nacken, der bei ihr jedoch schmaler ausgebildet ist als bei anderen Kobras. Die Giftzähne besitzen einen Giftkanal, der sich an der Zahnspitze nach außen öffnet und es den Tieren so ermöglicht, ihr Gift zu „speien“. Das Gift hat auf der Haut keine Wirkung, brennt jedoch in den Augen und kann eine dauerhafte Blindheit verursachen.
Die Schlange ist eierlegend (ovipar), die Weibchen legen 8 bis 20 Eier.

## Giftwirkung
Das potenziell tödliche Gift der Kobras und damit auch das der Afrikanischen Speikobra ist ein vor allem postsynaptisch wirkendes Nerven- (Neurotoxin) und Zellgift (Cytotoxin). Die Gifte der Afrikanischen Speikobra und der Mosambik-Speikobra verfügen über eine für Elapiden untypische Eigenschaft, indem sie schwere lokale Gewebeschäden hervorrufen. Überlebende eines Bisses können darum schwere Wunden haben oder sogar gebissene Extremitäten verlieren.

## Systematik
Die Afrikanische Speikobra ist eine Art der Echten Kobras (Gattung Naja), die in etwa 22 Arten in Asien und Afrika verbreitet sind.
Neben der Nominatform existiert mit Naja nigricollis woodi noch eine Unterart. Die lange als Unterart geführte Naja nigricolis nigricincta wurde als Ergebnis von DNA-Sequenzanalysen der Artengruppe um Naja nigricollis mit dem Status einer eigenen Art belegt: Naja nigricincta.

## Belege
1. 1 2 3 4 5 6 7  Johan Marais: Complete Guide To Snakes Of Southern Africa. Struik Publishers 2005; S. 110–113. ISBN 978-1-86872-932-6  (Scan bei Google Books (falsch benannt))
2. 1 2 3 4 5 6  Mark O’Shea: Venomous Snakes of the World. New Holland Publishers 2008; S. 73. (Scan bei Google Books)
3. ↑  Dietrich Mebs: Gifttiere. Ein Handbuch für Biologen, Toxikologen, Ärzte und Apotheker. Wissenschaftliche Verlagsges. Stuttgart; 3., neu bearb. u. erw. Aufl. (22. März 2010): 292-294.
4. ↑  Wüster, W, Crookes, S, Ineich, I, Mané, Y, Pook, CE, Trape, J-F, Broadley, DG (2007) The phylogeny of cobras inferred from mitochondrial DNA sequences: Evolution of venom spitting and the phyleogeography of the African spitting cobras (Serpentes: Elapidae: Naja nigricollis complex). Molecular Phylogenetics and Evolution, 45: 437-453